# Stavkirke

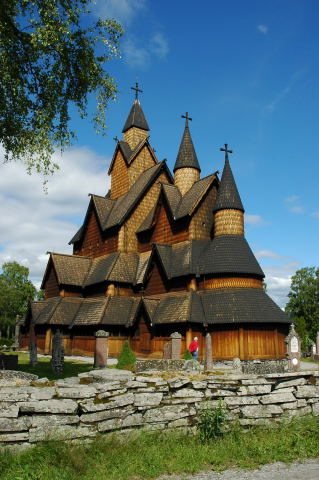
dřevěný kostel v Heddalu

Stavkirke jsou roubené kostely typické pro Skandinávii. Jsou nejstaršími dochovanými dřevěnými kostely, pocházejí z 12. století. Jedná se mj. o kostely v Urnesu, Borgundu, Mære, Torpo, Hylestadu, Kinsarviku, Lomu, Kaupangeru, Hopperstadu a oblasti Sogn. Nejstarší dochovaný kostel typu stavkirke byl vystavěn roku 1150 a nachází se ve zmíněném Urnesu.

## Charakteristika

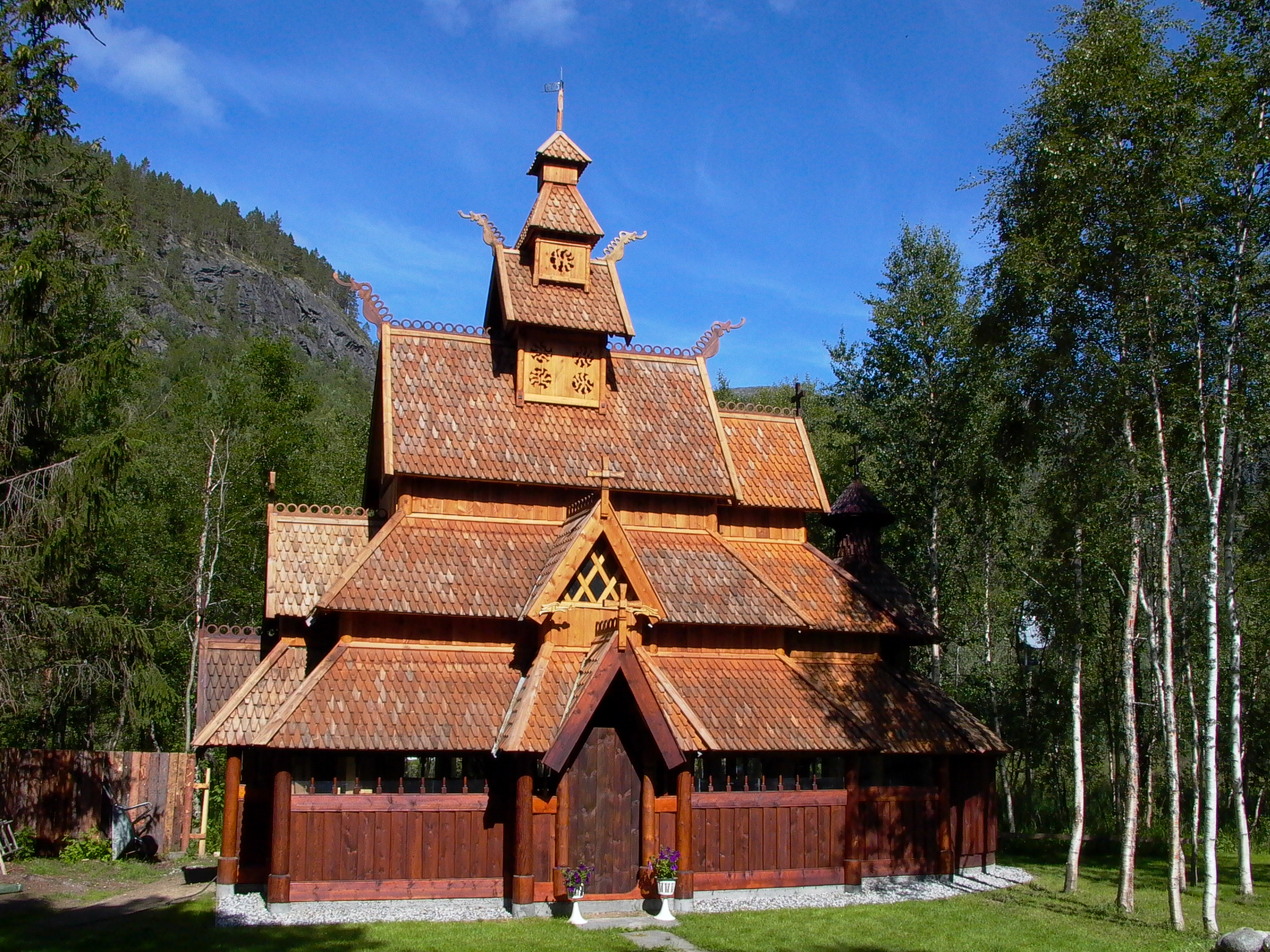
kostel v Beiarn

Konstrukční podstatou stavkirke je sloupová konstrukce, ve které se pero i drážka vyskytují ve výplni stěnových „panelů“ a mezi rohové nosné sloupy byl v podlaze vložen nosný práh, na kterém stojí celá stěna. Půdorysná forma kostelů je centrální. Stejně jako dřevěné kostely z ruské oblasti jsou velmi bohatě pojednány dekorativními řezbami rozvilin a zvěrných motivů, které jsou odborníky označovány jako „vikinský styl“, neboť ornamentika pohanských Vikingů byla dodatečně christianizována a zároveň opatřena novým výkladem dobových církevních autorit. Některé kostely měly dokonce i figurální dřevěné tympanony.
Skandinávské dřevěné kostely také byly polychromovány a opatřeny nástěnnými malbami, např. v kostele Wang (někdy taky Vang), který byl přenesen ze stejnojmenné norské vesničky – Vang – do krkonošského městečka Karpacz, byly archivně doloženy nástěnné malby ze 13. až 14. století provedené na dřevěném obložení stěn lodi a presbyteria, kruchtě a triumfálním oblouku. Nevyhovovaly vkusu 19. století a byly předány do Královského muzea v Berlíně pro svou „hrubost a nízkou uměleckou hodnotu“. Dvě řady maleb představovaly legendu svatého Halvarda, pět řad pašijové scény a Krista jako soudce světa a na samotném tympanonu bylo Ukřižování.